# Jump 20
Jump 20 — американский тактический разведывательный беспилотный летательный аппарат, оборудованный системой вертикального взлета и посадки (VTOL). Производится компанией AeroVironment.

## История
Jump 20 представляет собой разведывательный дрон тактического уровня, способный летать на расстояния до 185 км на высоте до 5100 метров. Изначально был разработан компанией Arcturus в 2011 году, однако компания была выкуплена AeroVironment в 2021 за 405 млн долларов.
Этот БПЛА разрабатывался как «переносчик» маленьких беспилотников с барражирующими боеприпасами (например, Switchblade).
Одна группа таких БПЛА стоит, предположительно, 8 млн долл.
В 18 августа 2022 года компания заключила контракт с армией США на закупку 1 комплекса БПЛА, включающий в себя 6 отдельных дронов и наземной станции управления. Сумма сделки составляет 8 миллионов долларов. Предполагается, что новый беспилотник станет заменой старых RQ-7 Shadow к 2025 году.
24 февраля 2023 министерство обороны США объявило очередной пакет военной помощи Украине на сумму 2 млрд долларов, в который вошли беспилотники Jump 20.